# Holz-Her
Die heutige Holz-Her GmbH ist ein Unternehmen, das sich auf die Produktion und den Vertrieb von stationären Holzbearbeitungsmaschinen spezialisiert hat. Der Hauptsitz des Unternehmens befindet sich in Nürtingen. 
Seit 2010 gehört Holz-Her zur Michael Weinig AG.

## Geschichte
1914 gründete Karl Matthias Reich das Unternehmen, das in den Anfangsjahren zunächst Drahtwaren und Apparate für die Drahtbearbeitung herstellte. Elf Jahre später wurden die ersten Zimmereimaschinen unter dem Markennamen "Holz-Her" produziert und somit der Grundstein für das heutige Produktportfolio gelegt. Im Jahre 2007 verzeichnete das Unternehmen, damals noch Reich Spezialmaschinen GmbH, mit 111 Millionen Euro den bisher größten Umsatz der Firmengeschichte. 2010 meldete die Reich Spezialmaschinen GmbH Insolvenz an und wurde von der Michael Weinig AG übernommen, blieb aber als eigenständige Marke für den Bereich der Holzwerkstoffbearbeitung innerhalb der Weinig Gruppe bestehen und firmiert seither als Holz-Her GmbH. Der Schwerpunkt liegt auf der Produktion von Kantenanleimmaschinen, vertikale Plattensägen, horizontale Druckbalkensägen und CNC-Bearbeitungszentren. Das Unternehmen zählt zu den führenden Herstellern von Holzbearbeitungsmaschinen.

## Standorte
Die Holz-Her GmbH ist seit ihrer Gründung international tätig. Der Hauptsitz des Unternehmens mit den Bereichen Entwicklung, Service und Vertrieb befindet sich in Nürtingen, wie auch das Vorführ- und Schulungszentrum. Die Maschinenproduktion liegt im österreichischen Voitsberg in der Steiermark. Zurzeit verfügt das Unternehmen über 11 Niederlassungen in Europa, Asien, Nordamerika und Australien. 2020 fand der Umzug in einen neuen Gebäudekomplex statt. Die Bereiche Verwaltung und Service mit den Ausstellungsräumen und dem Technologiezentrum wurden unter einem Dach vereint.

## Nachhaltigkeit
Das Unternehmen engagiert sich bei „Blue Competence“, einer Nachhaltigkeitsinitiative deutscher Maschinen- und Anlagenbauer.